# Ernest Doneaud
Ernest Albert Léonce Alexandre Doneaud (n. 1879 – d. 1959) a fost un arhitect român de origine franceză.

## Biografie
Ernest Doneaud s-a născut în București, în anul 1879, ca fiu a lui Josef Emile Edouard Doneaud și al Louisei Manoël, francezi stabiliți la București și proprietarii unei antreprize de construcții.

## Lucrări
- Palatul Culturii din Ploiești (1906)
- Spitalul Maternitatea, Iași (1909)
- Palatul Cercului Militar Național, București (1911)
- Monumentul „Ultimul străjer al capitalei”, Călărași (1921)
- Hotel Palace, Băile Govora (1914)[2]